# Lijst van voetbalinterlands Australië - Jordanië
Deze lijst van voetbalinterlands is een overzicht van alle officiële voetbalinterlands tussen de nationale teams van Australië en Jordanië. De landen hebben tot nu toe acht keer tegen elkaar gespeeld. De eerste ontmoeting was een kwalificatiewedstrijd voor het Wereldkampioenschap voetbal 2014 op 11 september 2012 in Amman. Het laatste duel, een vriendschappelijke wedstrijd, vond plaats in Al Wakrah (Qatar) op 1 juni 2022.

## Wedstrijden
| № | Plaats    | Datum             | Competitie           | Wedstrijd            | Uitslag |
| - | --------- | ----------------- | -------------------- | -------------------- | ------- |
| 1 | Amman     | 11 september 2012 | WK 2014 kwalificatie | Jordanië − Australië | 2 − 1   |
| 2 | Melbourne | 11 juni 2013      | WK 2014 kwalificatie | Australië − Jordanië | 4 − 0   |
| 3 | Amman     | 8 oktober 2015    | WK 2018 kwalificatie | Jordanië − Australië | 2 − 0   |
| 4 | Sydney    | 29 maart 2016     | WK 2018 kwalificatie | Australië − Jordanië | 5 − 1   |
| 5 | Al Ain    | 6 januari 2019    | Azië Cup 2019        | Australië − Jordanië | 0 − 1   |
| 6 | Amman     | 14 november 2019  | WK 2022 kwalificatie | Jordanië − Australië | 0 − 1   |
| 7 | Koeweit   | 15 juni 2021      | WK 2022 kwalificatie | Australië − Jordanië | 1 − 0   |
| 8 | Al Wakrah | 1 juni 2022       | Vriendschappelijk    | Australië − Jordanië | 2 − 1   |

## Samenvatting
| Competitie        | Totaal gespeeld | Winst Australië | Gelijk | Winst Jordanië | Doelsaldo Australië – Jordanië |
| ----------------- | --------------- | --------------- | ------ | -------------- | ------------------------------ |
| WK-kwalificatie   | 6               | 4               | 0      | 2              | 12 − 5                         |
| Azië Cup          | 1               | 0               | 0      | 1              | 0 − 1                          |
| Vriendschappelijk | 1               | 1               | 0      | 0              | 2 − 1                          |
| Totaal            | 8               | 5               | 0      | 3              | 14 − 7                         |

Wedstrijden bepaald door strafschoppen worden, in lijn met de FIFA, als een gelijkspel gerekend.

## Details

### Tweede ontmoeting
| WK 2014 kwalificatie (Melbourne, Australië, 11 juni 2013):         |       |          |
| Australië                                                          | 4 – 0 | Jordanië |
| Mark Bresciano 15' Tim Cahill 61' Robbie Kruse 76' Lucas Neill 84' | goals |          |

### Vierde ontmoeting
| WK 2018 kwalificatie (Sydney, Australië, 29 maart 2016):                      |       |                   |
| Australië                                                                     | 5 – 1 | Jordanië          |
| Tim Cahill 24' Aaron Mooy 39' Tim Cahill 44' Tom Rogic 53' Massimo Luongo 69' | goals | 90' Abdallah Deeb |